# بخش بلانچارد (شهرستان هنکوک، اوهایو)
بخش بلانچارد (به انگلیسی: Blanchard Township) یک منطقهٔ مسکونی در ایالات متحده آمریکا است که در شهرستان هنکاک، اوهایو واقع شده‌است.
 بخش بلانچارد ۹۳٫۹۴ کیلومتر مربع مساحت و ۱٬۱۲۳ نفر جمعیت دارد و ۲۲۹ متر بالاتر از سطح دریا واقع شده‌است.